# Moisés Villarroel
Pour les articles homonymes, voir Villarroel.
Moisés Villarroel est un footballeur professionnel chilien né le 12 février 1976 à Viña del Mar. Il évolue au poste de milieu de terrain à Santiago Wanderers.

## Biographie
Il fait ses débuts à Santiago Wanderers en 1995 puis il joue pour le Colo-Colo. En 2009, il rejoint son club formateur, le Santiago Wanderers.
Moisés Villarroel reçoit sa première sélection en équipe de Chili lors du match Chili - Venezuela (6–0) le 29 avril 1997 à Santiago. Entre 1997 et 2005, il totalise 34 sélections et 1 but pour l'équipe du Chili avec laquelle il dispute la Coupe du monde 1998 en France. À cette occasion, les Chiliens se qualifient pour les huitièmes de finale où ils sont battus par le Brésil (4–1) au Parc des Princes. 

## Palmarès
| Année | Titre                                        | Club               | Pays  |
| ----- | -------------------------------------------- | ------------------ | ----- |
| 1995  | Vainqueur de la Primera División B           | Santiago Wanderers | Chili |
| 2001  | Vainqueur de la Primera División             | Santiago Wanderers | Chili |
| 2006  | Vainqueur de la Primera División (ouverture) | Colo-Colo          | Chili |
| 2006  | Vainqueur de la Primera División (clôture)   | Colo-Colo          | Chili |
| 2007  | Vainqueur de la Primera División (clôture)   | Colo-Colo          | Chili |
| 2008  | Vainqueur de la Primera División (clôture)   | Colo-Colo          | Chili |